# Sierra del Co
La sierra de Co, también llamada sierra del Codo o del Cojo, es un macizo montañoso del Arco Calizo Central, situado en la zona nororiental de la provincia de Málaga, en Andalucía, España. La sierra hace de frontera natural entre las comarcas de Nororma y la Axarquía y se extiende por el territorio del municipio de Antequera.
De forma cónica, su mayor altitud, Peña Negra, alcanza los 1353 m s. n. m. La vegetación está compuesta por acebuches y plantas nitróflas y arvenses así como matorral como retama y matagallo. De la fauna que la habita destaca la rata negra, el conejo, el zorro y numerosas aves como el águila perdicera.